# Waalse verkiezingen 2014/Kandidatenlijsten/CDH
Dit zijn de kandidatenlijsten van het cdH voor de Waalse verkiezingen van 2014. De verkozenen staan vetgedrukt.

## Aarlen-Marche-en-Famenne-Bastenaken

### Effectieven
1. Josy Arens
2. Valérie Lescrenier
3. Bernard Moinet

### Opvolgers
1. Philippe Bontemps
2. Christiane Kirsch
3. Joëlle Denis
4. Elie Deblire

## Bergen

### Effectieven
1. Carlo Di Antonio
2. Maïté Buidin
3. John Joos
4. Nathalie Wattier
5. Pierre-Antoine Sturbois

### Opvolgers
1. Savine Moucheron
2. Pascal Baurain
3. Maria-Mercedes Dominguez
4. Ghislain Stievenart
5. Cindy Beriot

## Charleroi

### Effectieven
1. Véronique Salvi
2. Philippe Busine
3. Anne-Sophie Godart
4. Jean-Marie Abogso
5. Annie Cotton
6. Mohamed Kadim
7. Bénédicte Marchewka
8. Christiane Bourgeois-Goulard
9. Frédéric De Bon

### Opvolgers
1. Mathieu Perin
2. Christine Renotte-Laurent
3. Johan Pêtre
4. Caroline Boutillier
5. Ali Kaya
6. Stéphanie Taymans
7. Pauline Prös
8. Karalabos Raptis
9. Michaël Donatangelo

## Dinant-Philippeville

### Effectieven
1. Christophe Bastin
2. Marie Depraetere
3. Anne Faeles-Van Rompu
4. Thierry Lavis

### Opvolgers
1. Stéphane Lasseaux
2. Valentine Falaise
3. Laurence Daffe
4. Michel Lebrun

## Doornik-Aat-Moeskroen

### Effectieven
1. Alfred Gadenne
2. Véronique Waroux
3. Idès Cauchie
4. Hélène Couplet-Clément
5. Jean Vandenberghe
6. Isabelle Liégeois
7. Gilbert Deleu

### Opvolgers
1. Mathilde Vandorpe
2. François Schillings
3. Lise Amorison
4. Dominique Jadot
5. Laure D'Haene
6. Michel Casterman
7. Adeline Capart

## Hoei-Borgworm

### Effectieven
1. Joseph George
2. Sophie du Fontbaré
3. Thierry Bataille
4. Renée Lardot

### Opvolgers
1. Mélanie Goffin
2. Sébastien Dirick
3. Valérie Leburton
4. Pierre Halut

## Luik

### Effectieven
1. Marie-Dominique Simonet
2. Benoît Drèze
3. Vinciane Pirmolin
4. Luc Lejeune
5. Jeanne Mutamba
6. Serge Ernst
7. Arlette Liben-Deckers
8. Olivier Rouxhet
9. Denise Pak
10. Jâmal Manad
11. Nurgün Tetik
12. Robert Grosch
13. Michel Firket

### Opvolgers
1. Christine Servaes
2. Thierry Ancion
3. Laurence Cuipers
4. Juan Cortes Leclou
5. Carine Clotuche
6. Jérôme Delanaye
7. Vincianne Pirard
8. Vincent Moyse
9. Rita Gielen
10. Xavier Geudens
11. Simonne Fumal
12. Soumaya Ferdaous-Cop
13. Louis Smal

## Namen

### Effectieven
1. Maxime Prévot
2. Isabelle Moinnet-Joiret
3. Yves Delforge
4. Françoise Sarto-Piette
5. Gauthier de Sauvage
6. Françoise Philippart-Flamand
7. Jean-Claude Nihoul

### Opvolgers
1. Clotilde Leal-Lopez
2. André Bodson
3. Laurette Henne-Doumont
4. Christophe Gilon
5. Véronique Frère-Bosquet
6. Pierre Tasiaux
7. Geneviève Lazaron

## Neufchâteau-Virton

### Effectieven
1. Dimitri Fourny
2. Sylvie Théodore

### Opvolgers
1. Carmen Ramlot
2. André Adam
3. Christel Pierson
4. Pierre-Louis Uselding

## Nijvel

### Effectieven
1. André Antoine
2. Evelyne Stinglhamber-Vanpée
3. Luc Mayné
4. Anne-François Désirant
5. Marino Marchetti
6. Christine Huenens
7. Gaëlle De Roeck
8. John-John Dohmen

### Opvolgers
1. Benoît Langendries
2. Monique Misenga Banyingela
3. Vincent Garny
4. Annie Delmez
5. Marie-Céline Chenoy
6. Nicole Huygens
7. Benoît Thoreau
8. Francis Sprimont

## Thuin

### Effectieven
1. Aurore Tourneur
2. Denis Danvoye
3. Lydie Beugnier

### Opvolgers
1. Karine Cosyns
2. Olivier Dumeunier
3. Caroline Desalle
4. Hadrien Poulain

## Verviers

### Effectieven
1. Marie-Martine Schyns
2. Herbert Grommes
3. Marie Monville
4. Martin Orban
5. Fanny Manset
6. Didier Hamers

### Opvolgers
1. Jean-Paul Bastin
2. Isabelle Stommen
3. Jonathan Deckers
4. Valentine Bourgeois
5. Nicole De Palmenaer
6. Benoît Pitance

## Zinnik

### Effectieven
1. François Desquesnes
2. Christine Leroy
3. Oger Brassart
4. Caroline Charpentier

### Opvolgers
1. Sébastien Deschamps
2. Laurence Pierquin
3. Christiane Ophals
4. Pippo Maggiordomo